# Krzyż Pamiątkowy Akcji „Burza”
Krzyż Pamiątkowy Akcji „Burza” – przyznawany żołnierzom Armii Krajowej za udział w akcji „Burza”.
Odrębnym odznaczeniem jest odznaka pamiątkowa Akcji „Burza”.